# Paul Hermann (écrivain)
Ne doit pas être confondu avec Paul Hermann (botaniste) ou Paule Herreman.
Pour les articles homonymes, voir Hermann.
Paul Hermann, né le 25 juillet 1878 à Saint-Pierre de La Réunion et mort le 2 novembre 1950, est un écrivain, un apiculteur et historien français.

## Biographie
Instituteur sur l'île de La Réunion, alors une colonie dans le sud-ouest de l'océan Indien, il a rédigé plusieurs ouvrages la concernant, dont une des premières Géographies de La Réunion à l'usage des écoliers . Il était le cousin de Jules Hermann, écrivain, scientifique et homme politique. Il est également le grand-père d'Aude Palant-Vergoz, juriste.

## Publications
- Paul Hermann, Histoire et Géographie de l'Ile de la Réunion: 27 cartes et gravures, Paris Delagrave, 1900 (OCLC 838015066)
- Paul Hermann, Histoire et géographie de l'Ile de la Réunion, Paris Delagrave, 1909 (OCLC 28285342)
- Paul Hermann, Apiculture pratique aux colonies tropicales, 1922 (OCLC 681269393)
- Paul Hermann, La Réunion au cours élémentaire..., 1924 (OCLC 36842621)
- Paul Hermann, La Réunion (Document cartographique), 1927 (OCLC 494723174)
- Paul Hermann, La Réunion (Document cartographique), 1930 (OCLC 494723296)

## Distinctions
- Chevalier de la Légion d'honneur le 12 janvier 1932[2].

## Hommages
Une école primaire au Avirons et une école primaire au Makes et un Collège de Saint-Pierre portent son nom.
Une école primaire à Saint André (La Réunion) porte également son nom.